# Планетарни прстенови
Планетарни прстенови су систем честица расутих на сличном растојању од планете и тиме образујући целину, тј. прстен око своје матичне планете. Све планете Јупитеровог типа имају прстенове у екваторијалном појасу, унутар Рошеове границе.

## Састав
Прстенови се састоје од чврстих објеката различитих величина. Сматра се да су настали распадом неког већег објекта (сателита) и да су ухваћени гравитацијом наставили да круже око планете.
Анализом спектра рефлектоване Сунчеве светлости са самих прстенова, утврдило се да се они састоје од великом броја малих делова и да нису компактна целина, као што се првобитно мислило у прошлости. Они круже око планете по Кеплеровим орбитама. Прстенови су веома танки, али се зато протежу далеко у ширину, и до 280.000 км, као што је случај код Сатурна, код ког су најуочљивији. До краја 70. година 20. века знало само за Сатурнове прстенове који су познати још од почетка телескопске ере. Уранови прстенови су откривени 1977. године приликом звездане окултације са планетом, 
а 1979. Војаџер 1 је открио Јупитерове прстенове. 
Коначно, 1989. године је откривено и да Нептун има систем прстенова.

## Порекло и формирање
Претпоставља се да су прстенови делови распалог сателита матичне планете. Рецимо, да при судару судару сателита са неким астероидом може да дође до настанка великог броја честица у орбити око планете.
Три ступња формирања:
- Орбитирајући облак честица и објеката добија облик танког диска услед дисипације енергије сударима, али и одржаног момента импулса. Како је планета на половима спљоштена, само је одржан момент импулса дуж осе ротације, због чега прстен лежи у екваторијалној равни планете.[4]
- Ширење самих прстенова (брзина делића у орбити зависи од удаљености од планете) због прерасподеле момента импулса међу честицама услед судара.[4]
- Делови прстена се сударају услед пертурбација при кретању, међутим ти судари нису драстични. Долази до “дробљења” већих партиција. Услед оваквих судара долази до благог расејавања прстенова, јер ситне честице које тако настану лако могу да се распу у међупланетарни простор под утицајем соларног ветра.

## Прстенови у Сунчевом систему
Сатурнови прстенови су најпознатији, и један од најлепших призора у Сунчевом систему. Изузев код Сатурна, прстенови се не могу запазити при визуелном посматрању са Земље, јер су углавном састављени од стена и леда са високом концентрацијом угљоводоника који имају мали албедо. Код Јупитера и Нептуна честице прстена су мале, што додатно отежава детекцију. У Урановом систему прстенова постоје објекти и до 1м величине, али с обзиром на већ поменути хемијски састав, они рефлектују само око 5% видљиве светлости (нешто слично као угаљ).

## Историја проналаска
Први пут планетарне прстенове уочио је 1610. године Галилео Галилеј док је посматрао Сатурн, али није установио да су то прстенови. Због лошег квалитета телескопа он је Сатурн видео као три лоптаста повезана тела и претпоставио да је видео два велика сателита позиционирана симетрично око планете. О својем посматрању саставио је анаграм исказа „Највишу планету видео сам троструку“ (лат. „Altissimum planetam tergeminum observavi“).
Многи астрономи који су посматрали после Галилеја нису могли да одгонетну шта је у питању. Као прстенове први их је препознао Хајгенс, 1655. године и записао "Опасан је прстеном, танким, равним, нигде спојеним, нагнутим према еклиптици". Поред тога успео је да утврди како долази до промене изгледа прстенова током времена.